# شهر هه‌چی
هه‌چی (به ژوانگ: Hozciz Si)(به چینی: 河池市، به پین‌یین: Héchí Shì) یک شهر در سطح ولایت در جمهوری خلق چین است که در منطقه خودمختار گوانگشی ژوانگ واقع شده‌است.

## خصوصیات
شهر در سطح ولایت هه‌چی ۳۳٬۵۰۰ کیلومترمربع مساحت و ۳٬۹۹۱٬۹۰۰ نفر جمعیت دارد و ۱۹۵ متر بالاتر از سطح دریا واقع شده‌است.
۶۶٪ جمعیت شهر مردم ژوانگ، ۱۶٪ مردم هان، ۱۰٪ مردم یائو و بقیه متعلق به سایر اقلیت‌های قومی می باشند.